# Gary Locke (político)
Para el futbolista británico, véase Gary Locke.
Gary Faye Locke (Seattle, Washington; 21 de enero de 1950) es un político y empresario norteamericano, secretario de Comercio de los Estados Unidos entre 2009 y 2011 durante la primera administración de Barack Obama. Miembro del Partido Demócrata, fue gobernador del estado de Washington entre 1997 y 2005, siendo el primer gobernador estadounidense de ascendencia china.
En marzo de 2011, el presidente Obama lo designó embajador de los Estados Unidos en China, convirtiéndose en el primer estadounidense de origen chino en servir como embajador. Renunció dos años después, en noviembre en 2013, con la intención de dedicar más tiempo a su familia; siendo sucedido en febrero de 2014 por el hasta entonces senador por Montana, Max Baucus.
Actualidad es miembro, desde febrero de 2016, de la junta directiva de AMC Theatres, la segunda cadena de cines en los Estados Unidos (actualmente propiedad del Grupo Wanda).

## Familia y educación
Locke nació el 21 de enero de 1950 en Seattle, Washington. Chino-estadounidense de tercera generación, tiene orígenes paternos en la localidad de Taishan, provincia de Guangdong, China. Es el segundo de los cinco hijos del matrimonio formado por James Locke, quien sirvió como Sargento Segundo en el Ejército de los Estados Unidos (5.º División Blindada) durante la II Guerra Mundial; y su esposa Julie, originaria de Hong Kong, entonces colonia británica. Sus padres le dieron el nombre chino de 駱家輝, (pronunciado como "Lok Gaa-Fai en cantonés). No comenzó a hablar inglés hasta los cinco años, cuando fue escolarizado.
En 1968 se graduó con honores en la Franklin High School de Seattle. A través de una combinación de trabajos a tiempo parcial, ayudas financieras y becas, Locke asistió la Universidad de Yale, donde obtuvo una licenciatura en ciencias políticas en 1972. A continuación, obtuvo un título de Derecho en la Escuela de Derecho de la Universidad de Boston en 1975.
El 15 de octubre de 1994, Locke se casó con Mona Lee, una antigua reportera de una cadena local de la NBC en Seattle. Es padre de tres hijos: Emily Nicole, nacida en marzo de 1997; Dylan James, nacido en marzo de 1999; y Madeline Lee, nacida en noviembre de 2004.
Es un devoto escultista y recibió la máxima distinción Scout Águila (Eagle Scout) de los Boy Scouts of America.

## Carrera política
En 1982, fue elegido miembro de la Cámara de Representantes del Estado de Washington por el distrito sur de Seattle. Como miembro de la Cámara estatal, sirvió como presidente del Comité de Apropiaciones. Once años después, en 1993, hizo historia al convertirse en el primer estadounidense de origen chino en convertirse en máxima autoridad ejecutiva del condado de King, el mayor de todo el estado de Washington, tras derrocar a su titular, el republicano Tim Hill. 

### Gobernador del Estado de Washington
Su popularidad al frente del condado King lo impulsaría en 1996 a ganar las primarias demócratas y las elecciones generales para gobernador del estado, convirtiéndose en el primer gobernador estatal de origen chino. En el año 2000, Locke ganó la reelección como gobernador. 
Durante su administración como Gobernador, varios miembros de su partido criticaron su adhesión a los postulados del Partido Republicano acerca de la no creación de nuevos impuestos para hacer frente a las necesidades presupuestarias del Estado durante el año 2001. En cambio, asumió una política de reducción de gastos que provocó el despido de miles de empleados estatales, la reducción de la cobertura de salud, la congelación del salario de funcionarios públicos, así como el recorte de fondos para hogares de ancianos y programas para discapacitados. 
Considerado como una de las figuras de ascenso dentro del Partido Demócrata, estuvo dentro de la lista de candidatos a vicepresidente con vista a las elecciones presidenciales del año 2000. En 2003, fue elegido por el partido para dar respuesta al discurso de Estado de la Unión del presidente George W. Bush.
En julio de 2003, anunció que no buscaría un tercer mandato como gobernador, fundamentando su decisión en que: "a pesar de mi profundo amor a nuestro estado, quiero dedicar más tiempo a mi familia". Según Susan Paynter, entonces columnista del Seattle Post-Intelligencer, la decisión de Locke se debió producto de los insultos y calumnias recibidos por él y su familia tras la contestación dada al discurso de Bush. El 12 de enero de 2005 dejó el cargo de gobernador, siendo sucedido por la hasta entonces fiscal general del Estado, la demócrata Christine Gregoire, quien venció en las elecciones de 2004 al republicano Dinno Rossi. 
Tras dejar el cargo como gobernador, Locke se unió a la firma internacional de abogados Davis Wright Tremaine LLP. Durante las primarias demócratas de 2008, apoyó la candidatura de Hillary Clinton a la nominación presidencial.

### Secretario de Comercio de los Estados Unidos
El 4 de diciembre de 2008, varios medios de prensa vincularon el nombre de Locke como posible candidato a Secretario de Interior del futuro gobierno de Barack Obama. Finalmente, el entonces senador por Colorado, Ken Salazar, fue nombrado Secretario de Interior. El 25 de febrero de 2009, Obama lo nominó como Secretario de Comercio. Tras su confirmación por parte del Senado, tomó posesión del cargo el 26 de marzo de 2009. 
Locke fue el primer estadounidense de origen chino en llegar a ser Secretario de Comercio, y uno de los tres miembros de origen asiático del Gabinete de la Administración Obama; de conjunto con el Secretario de Energía, Steven Chu, y el Secretario de Asuntos de Veteranos, Eric Shinseki.

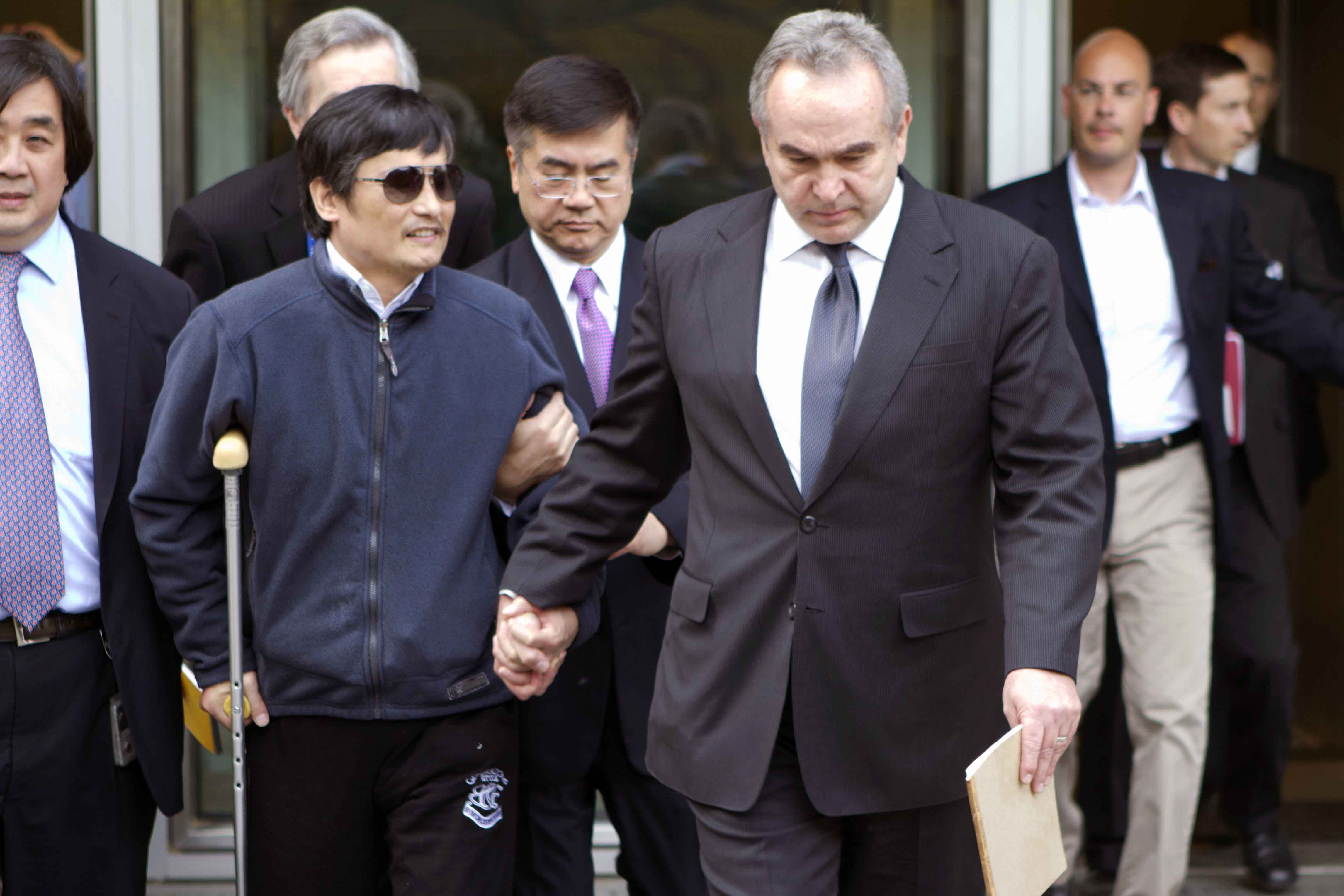
El activista y disidente chino, Chen Guangcheng (izquierda), junto a Locke (centro) y el subsecretario de Estado estadounidense, Kurt M. Campbell (derecha), en la embajada de Estados Unidos en Beijing el 1 de mayo de 2012.

### Embajador de los Estados Unidos en China
Tras la renuncia de Jon Hutsman como embajador estadounidense en China, en marzo de 2011, el presidente Obama lo nominó para el puesto. El 27 de julio de 2011, el Senado lo confirmó de forma unánime, renunciando como Secretario de Comercio el 1 de agosto de 2011.
A pesar de que su origen chino y su estilo de vida sencillo que en un inicio le depararon ser bien visto por parte de la sociedad y autoridades chinas, su gestión como embajador estadounidense fue criticada en varias ocasiones por las autoridades chinas, quienes cuestionaron sus viajes al Tíbet y a la región autónoma de Xinjiang. Sin embargo, la peor crisis de su etapa como embajador tuvo lugar en mayo de 2012 cuando el activista ciego Chen Guangcheng decidió refugiarse en la embajada estadounidense en Beijing tras huir de su arresto domiciliario. La mediación de Locke, de conjunto con la Secretaria de Estado Hillary Clinton, permitió la concesión de un visado de estudios a Chen, quien finalmente pudo salir de China.
En noviembre en 2013, anunció su renuncia como embajador con la intención de poder dedicar más tiempo a su familia. Max Baucus, entonces senador demócrata por Montana, lo sucedió como embajador tras ser nominado por Obama y confirmado por el Senado. 
Actualmente Locke es miembro desde febrero de 2016 de la junta directiva de AMC Theatres, la segunda cadena de cines en los Estados Unidos (actualmente propiedad del Grupo Wanda).